# Vasos Tsaggarīs
Vasos Tsaggarīs (in greco: Βάσος Τσαγγάρης; 18 maggio 1966) è un ex calciatore cipriota, di ruolo centrocampista.

## Carriera
Ha giocato la sua unica partita per la Nazionale cipriota nel 1991.